# Segelfluggelände Berneck

i7
i11
i13
Das Segelfluggelände Berneck liegt im Gebiet der Gemeinde Deggingen im Landkreis Göppingen in Baden-Württemberg, etwa 16 km südlich von Göppingen und etwa 9,5 km südwestlich von Geislingen an der Steige.
Etwa 500 m südwestlich des Platzes liegt der Flugplatz Bad Ditzenbach.

## Flugbetrieb
Das Segelfluggelände ist mit vier Landebahnen aus Gras ausgestattet (Richtungen 15, 18, 23 und 33). Am Flugplatz findet Flugbetrieb mit Segelflugzeugen und Motorseglern statt. Segelflugzeuge starten per Windenstart. Der Betreiber des Segelfluggeländes ist die Fliegergruppe Geislingen e. V.